# Way Down South
Way Down South ist ein US-amerikanisches Musical-Drama aus dem Jahr 1939 unter der Regie von Bernard Vorhaus. Das Drehbuch zum Film wurde von dem Dichter und US-amerikanischen Schriftsteller der afroamerikanischen Künstlerbewegung Harlem Renaissance der 1930er-Jahre Langston Hughes zusammen mit Clarence Muse geschrieben. Muse war dafür bekannt, dass er sich dafür einsetzte, dass Farbige in Filmen nicht abwertend dargestellt werden.

## Handlung
Wir schreiben das Jahr 1854 und noch ist der Amerikanische Bürgerkrieg einige Jahre entfernt. Für Timothy Reid, den Besitzer der luxuriösen Plantage „Bayou Lovelle“ in Louisiana ist es selbstverständlich, seinen Sklaven gegenüber eine großzügige Haltung an den Tag zu legen und sie mit Güte und Verständnis zu behandeln. Das Wohl der ihm anvertrauten Menschen steht für ihn an erster Stelle. Als Reid bei einem tragischen Unfall stirbt, wird der Rechtsanwalt Martin Dill als Testamentsvollstrecker eingesetzt, da Reids Sohn Timothy junior noch nicht volljährig ist. Dill ist ein kaltherziger und skrupelloser Mann, der zusätzlich noch von seiner geldgierigen Geliebten Pauline angestachelt wird, die Plantage mitsamt den Sklaven und allen Vermögenswerten zu verkaufen, und sich den Erlös unter den Nagel zu reißen und dann damit nach Europa zu verschwinden.
Der junge Reid, der ebenso wie sein Vater gerecht und großzügig ist, und mit ansehen muss, wie die Sklaven von Dill geschlagen und gedemütigt werden, bringt den Gastwirt des Ortes Jacques Bouton, einen Cajun, dazu, ihm zu helfen, zumal er auch hinter Dills Pläne gekommen ist. Außerdem ist ihm der Beistand des treuen Sklaven Caton und des Sklavenjungen Gumbo, der in Timothys Alter ist, sicher. Bouton wendet sich sogleich an den ihm bekannten Richter Ravenal, der unverzüglich eingreift, und eine Veräußerung der Sklaven und des Anwesens verhindert.

## Produktion und Hintergrund
Laut einer Nachricht im Hollywood Reporter, einer Fachzeitschrift der Filmindustrie, unterzeichnete Clarence Muse einen Vertrag, der ihn sowohl als Schauspieler, als technischer Berater sowie als Tanzdirektor in diesem Film auswies. Die Dreharbeiten erstreckten sich über den Zeitraum 26. April bis 19. Mai 1939 und fanden statt auf der Providencia Ranch in den Hollywood Hills in Los Angeles, in Universal City, auf der Uplifters Ranch in Santa Monica sowie auf der Stratton Ranch in Calabasas, sämtlichst in Kalifornien.
Der Film hatte am 21. Juli 1939 Kinopremiere in den USA.
Kritiker des Films bemängelten eine zu romantisierte Darstellungsweise des Zusammenlebens zwischen weißer Herrschaft und den Sklaven. Die Anhänger des Films wiesen jedoch darauf hin, dass durch den weißen Sklavenhalter die Vorzüge der schwarzen Bevölkerung und ihre Kultur thematisiert worden seien, was in Hollywood-Filmen der 1930er-Jahre nicht oft der Fall gewesen sei.
Way Down South wurde dominiert von dem zur damaligen Zeit, 12 Jahre alten Kinderstar, Bobby Breen, der den verwaisten Timothy Reid spielte, der von dem geldgierigen Anwalt Martin Dill und seiner Geliebten ausgenutzt und im Erbe übergangen werden soll. Die in das Musical für Breen eingebauten Musiktitel brachten seine schöne Sopranstimme gut zur Geltung, zumal die melodramatische Handlung den Musiknummern viel Zeit einräumte. Auch die Songs wurden zum Großteil von Hughes und Muse geschrieben. Der Film bekam ja dann auch eine Oscarnominierung für Victor Youngs Vertonung. Breens Karriere endete allerdings abrupt, als er in die Pubertät kam und seine Sopranstimme verlor.
Der dunkelhäutige Darsteller Clarence Muse (1889–1979) war in den USA auch als langjähriger Darsteller seiner Theaterrolle des Onkel Tom bekannt, was ihm auch immer mal wieder zum Vorwurf gemacht wurde. Der Kritiker Donald Bogle erwiderte darauf, dass diese Leute aber übersehen hätten, dass er diese Rolle „mit großer Intelligenz und Nachdenklichkeit gespielt“ habe. Langston Hughes (1902–1967) wurde mit seinem Gedicht I, Too, Sing America zu einer Ikone der Bürgerrechtsbewegung. Hughes schrieb gefeierte Gedichte, Romane, Kurzgeschichten, Theaterstücke, Opern und Essays, arbeitete auch für Kinder und schrieb zwei Autobiografien. Weitere seiner Werke wurden verfilmt. Sein Werk konzentrierte sich auf das Leben der Afroamerikaner und die Förderung der Gleichstellung. Bernard Vorhaus, der Regisseur dieses Films, wurde 1898 in Deutschland geboren, floh vor den Nazis in die USA und begann dort eine erfolgreiche Filmkarriere, bis er von den Kommunisten auf die sogenannte Schwarze Liste wegen unamerikanischer Aktivitäten gesetzt wurde. Daraufhin floh er nach London, wo er bis zu seinem Tod, er wurde 102 Jahre, lebte.

## Lieder im Film
- Good Ground, gesungen vom Hall Johnson Choir
- Louisiana, gesungen von Bobby Breen, Alan Mowbray und dem Hall Johnson Choir
- Nobody Knows the Trouble I’ve Seen, gesungen vom Hall Johnson Choir, Traditional Negro Spiritual
- Sometimes I Feel Like a Motherless Child, gesungen von Bobby Breen und dem Hall Johnson Choir
- Peter, Go Ring Dem Bells, gesungen vom Hall Johnson Choir, Traditional Negro Spiritual
- Oh, Dem Golden Slippers!, gesungen von Clarence Muse, Ralph Morgan, Bobby Breen und „Stymie“ Beard
- Some Folks, gesungen von Bobby Breen, Steffi Duna und anderen
- Nobody Pray, gesungen vom Hall Johnson Choir
- Didn’t My Lord Deliver Daniel?, gesungen von Clarence Muse und dem Hall Johnson Choir
- Lord, If You Can’t Come, Send One Angel Down[4]

## Kritik
Frank S. Nugent von der New York Times zeigte sich wenig beeindruckt von der Verfilmung und meinte, es sei in der Tat eine traurige Geschichte, ebenso traurig wie das Singen des Hall-Johnson-Choir mit solchen Negro Spirituals wie ‘Nobody Knows de Trouble I See’, ‘Sometimes I Feel Like a Motherless Child’ und ‘Lord If You Can’t Come, Send One Angel Down’.

## Auszeichnungen
Auf der Oscarverleihung 1940 war Victor Young in der Kategorie „Beste Filmmusik“ nominiert. Der Oscar ging jedoch an Richard Hagemann, William Franke Harling, John Leipold und Leo Shuken für ihre Musik in dem Western Ringo.